# Théorème (film)
Pour les articles homonymes, voir Théorème (homonymie).
Pour plus de détails, voir Fiche technique et Distribution.
Théorème (Teorema) est un film italien de Pier Paolo Pasolini sorti en 1968.
Conçu en parallèle avec le roman homonyme de Pasolini, il est considéré comme une critique des valeurs de la bourgeoisie italienne. Bien qu'il ait reçu le prix OCIC (Office Catholique International du Cinéma), le film fait un scandale à sa sortie.

## Synopsis

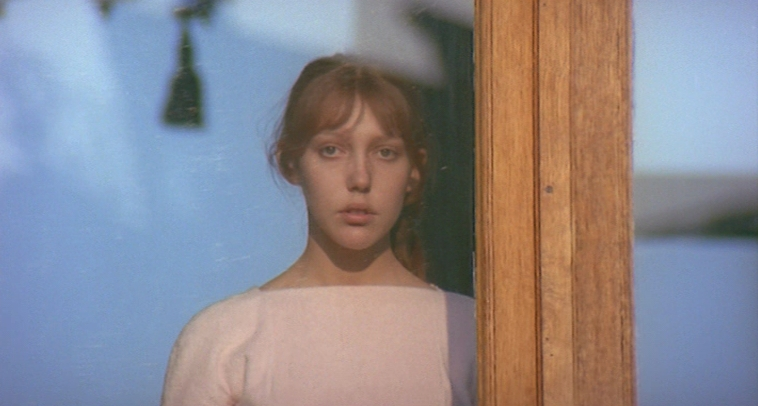
Odetta (Anne Wiazemsky) dans une scène du film.

Un mystérieux personnage connu uniquement sous le nom du « Visiteur » fait son apparition dans la vie d'une famille milanaise de la grande bourgeoisie. Son arrivée est annoncée à la famille par un télégramme apporté par un facteur battant des bras comme un oiseau des ailes. L'énigmatique étranger produit aussitôt une étrange attraction sur tous les membres de la maison qui finissent par avoir des rapports sexuels avec lui : la bonne très pieuse, le fils sensible, la mère sexuellement refoulée, la fille timide et, enfin, le père, un industriel tourmenté. L'étranger se donne sans rien demander en retour. Il empêche la bonne de se suicider avec un tuyau de gaz et la console ; le lendemain, elle retourne dans son village, s'isole sur un banc de la ferme et accomplit des miracles. L'étranger se lie d'amitié avec le fils effrayé et couche avec lui, apaisant ses doutes et son anxiété ; il devient intime avec la fille surprotégée, lui ôtant son innocence enfantine à l'égard des hommes ; il séduit la mère ennuyée et insatisfaite, lui donnant joie et épanouissement sexuel ; il soigne et réconforte le père découragé et souffrant, qui est tombé malade.
Un jour, le facteur revient délivrer un télégramme qui annonce à l'étranger qu'il doit quitter la maison, aussi soudainement et mystérieusement qu'il est venu. Dans le vide qui suit son absence, chaque membre de la famille est contraint d'affronter ce qui était jusqu'alors dissimulé par les artifices de la vie bourgeoise. Le fils quitte le foyer familial pour vivre sa vocation d'artiste ; la fille sombre dans un état catatonique. La mère et le père s'élancent chacun à leur façon dans une quête du jeune homme, la mère en cherchant de jeunes amants dans les quartiers populaires, quête qui la laisse amère et l'amène à s'enfermer dans une chapelle isolée, le père, cédant son usine à ses ouvriers ; après avoir tout abandonné — y compris ses vêtements —, il se rend, nu, au désert tel un prophète ou un ermite des premiers temps de la chrétienté.

## Fiche technique
- Titre original italien : Teorema
- Titre français : Théorème[2]
- Réalisation et scénario : Pier Paolo Pasolini d'après son récit homonyme, publié en 1968 chez Garzanti (Milan) et traduit en français par José Guidi chez Gallimard en 1978
- Assistant réalisateur : Sergio Citti
- Photographie : Giuseppe Ruzzolini - noir et blanc (pour l'introduction)/Couleur
- Musique : Ennio Morricone ; W. A. Mozart (la messe de Requiem) exécutée par le Chœur académique russe (академический русский хор) et l'Orchestre philharmonique de Moscou (Оркестр Московской филармонии). Le morceau d'introduction et qui précède également la scène finale, Tears for Dolphy (en) de Ted Curson, n'est pas crédité au générique.
- Décors : Luciano Puccini (it)
- Costumes : Marcella De Marchis (Roberto Capucci pour Silvana Mangano)
- Son : Dino Fronzetti
- Production : Franco Rossellini, Manolo Bolognini, Donato Leoni (it)
- Société de production : Aetos Film
- Directeur de production : Paolo Frascà
- Pays de production :  Italie
- Langue originale : italien
- Format : Couleurs par Eastmancolor • 1,85:1 • Son mono • 35 mm
- Genre : Drame symbolique / critique sociale[2]
- Durée : 98 minutes
- Dates de sortie : 
  - Italie : 4 septembre 1968 (Mostra de Venise 1968) ; 7 septembre 1968 (sortie limitée : Rome) ; 10 septembre 1968 (sortie limitée : Turin) ; 14 février 1969 (sortie limitée : Milan)
  - France : 25 janvier 1969[2]
- Classification :
  - France : Interdit aux moins de 18 ans (initialement), puis réévalué Interdit aux moins de 16 ans lors de sa sortie en salles et à la télévision
  - Italie : Interdit aux moins de 18 ans (initialement), puis réévalué aux moins de 14 ans depuis 1991

## Distribution
- Terence Stamp : le visiteur
- Silvana Mangano : Lucia, la mère
- Massimo Girotti : Paolo, le père
- Laura Betti : Emilia, la servante

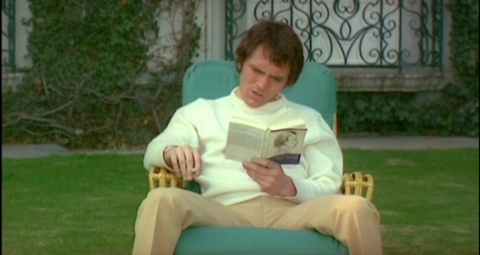
Le visiteur (Terence Stamp) dans une scène du film.

- Ninetto Davoli : Angelino, le facteur
- Anne Wiazemsky : Odetta, la fille
- Andrés José Cruz Soublette : Pietro, le fils
- Alfonso Gatto : le docteur
- Carlo De Mejo : un amant occasionnel de Lucia

## Analyse

### Présentation par Pasolini
« Dans une famille bourgeoise, arrive un personnage mystérieux qui est l'amour divin. C'est l'intrusion du métaphysique, de l'authentique, qui vient détruire, bouleverser une vie, qui est entièrement inauthentique, même si elle peut faire pitié, si elle peut même avoir des instants d'authenticité dans les sentiments, par exemple, dans ses aspects physiques aussi. »

Puis, un nouveau télégramme annonce le départ de cet étrange visiteur.

« Et chacun, dans l'attente, dans le souvenir, comme apôtre d'un Christ non crucifié mais perdu, a son destin. C'est un théorème et chaque destin est son corollaire. »

### Structure et étymologie du titre

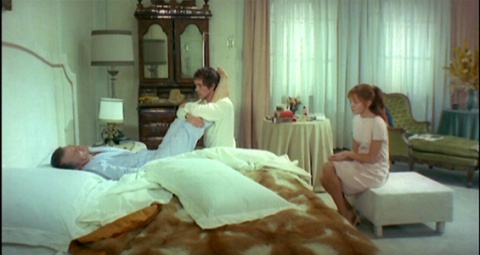
Le visiteur (Terence Stamp) réconforte Paolo (Massimo Girotti) en présence d'Odetta (Anne Wiazemsky).

La racine grecque du titre est theorema (θεώρημα), signifiant simultanément « spectacle », « intuition » et « théorème ». Maurizio Viano suggère que le film devrait être considéré comme un « spectacle » parce que chaque membre de la famille regarde l'invité.
Dans la vie courante, le terme théorème est souvent considéré sous son acception mathématique. En ce sens, le film contient également une structure programmatique. Il commence par des images de type documentaire, puis passe au générique de début avec un désert volcanique sombre, une scène de fête à la maison, des images de l'usine en ton sépia, la présentation de chaque membre de la famille en silence et en ton sépia, puis, l'invité assis dans la cour en couleur. La section centrale est divisée en trois parties : « séductions », « confessions » et « transformations ».
Non seulement la structure du film est formelle, mais le développement psychologique de chaque personnage l'est aussi. Ils passent tous par des « séductions », « confessions » et « transformations ». La façon dont chaque personnage change d'état d'esprit est la même. Ils sont tous la proie d'un désir pour l'invité. Ils ont tous des rapports charnels avec lui. Lorsque l'invité part, ils lui avouent tous, à l'exception de la femme de chambre, ce qu'ils ressentent intérieurement. Dans la dernière partie du film, après son départ, ils perdent tous les identités qu'ils possédaient auparavant.
Le théorème qui apparaît dans le titre du film est celui qui affirme qu'il faut répondre aux problèmes du monde et à ses propres besoins existentiels par une géométrie formaliste, plus précisément par des comportements bourgeois. Selon Pasolini, une telle société ne peut pas être authentique. Il suffit d'un événement hors norme, comme la visite de l'invité inconnu, pour que le vide se révèle. Les habitants de la maison commencent à s'interroger sur eux-mêmes et sortent eux-mêmes de la norme. Dans le film, le théorème est donc décomposé.

### Interprétations

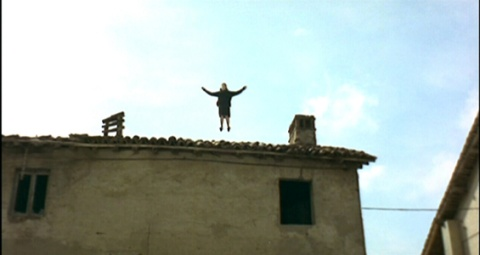
La lévitation d'Émilia, la servante (Laura Betti).

Une interprétation courante des spécialistes du cinéma est que le film est un commentaire sur la société bourgeoise et l'émergence du consumérisme dès le début du film. Le journaliste demande à un ouvrier de l'usine de Paolo s'il pense qu'il n'y aura plus de bourgeois à l'avenir. Selon Angelo Restivo, Pasolini suggère que même les images documentaires, qui dépeignent des faits, ne parviennent pas à montrer la vérité. Les actualités ne peuvent raconter au public que la surface des événements qu'elles diffusent. Le simple fait de regarder l'interview des ouvriers ne dit pas pourquoi le propriétaire de l'usine, Paolo, a cédé l'usine. C'est peut-être l'une des raisons pour lesquelles la scène se déroule au début du film.
Dans son ouvrage biographique sur Pasolini, Enzo Siciliano suppose que Pasolini exprime dans le film sa lutte d'être homosexuel. En revanche, Viano estime que Pasolini ne met pas l'accent sur l'homosexualité mais plutôt sur la sexualité en général, car l'invité a des relations sexuelles avec chaque membre de la maison. La sexualité est considérée comme une passion dans l'interprétation de Viano.
Le critique italien Morando Morandini, auteur du Dizionario dei film, a affirmé que « le théorème est démontré : l'incapacité de l'homme moderne — bourgeois — à percevoir, écouter, absorber et vivre le sacré. Seule Emilia la servante, issue d'une famille de paysans, le découvre et, après le « miracle » de la lévitation, retouchera le sol en odeur de sainteté. C'est encore un film de Pasolini consacré à la conjonction entre Marx et Freud (et, ici, Jung et Marcuse aussi) ».

## Production
Les extérieurs du film ont été tournés à Milan. La demeure bourgeoise est sise via Palatino 16 à Milan. Certaines scènes sont tournées à Pavie ou à Lodi, ainsi que dans les studios Elios à Rome.

## Exploitation
Le film sort en avant-première le 4 septembre 1968 à la Mostra de Venise 1968 puis sort à Rome le 7 septembre 1968, à Turin le 10 septembre 1968, et à Milan le 14 février 1969. Au niveau national, Théorème a enregistré 2,9 millions d'entrées et rapporté 915 millions de lires en se plaçant 37e du box-office Italie 1968-1969.

### Accueil critique
Le film, comme beaucoup d'autres œuvres de Pasolini, a fait scandale et son sujet a été jugé obscène par une partie de l'Église catholique, tandis que l'aile la plus progressiste en a fait des éloges au point de lui décerner le prix OCIC (Office catholique international du cinéma). Le prêtre jésuite canadien Marc Gervais, critique, écrivain et consultant en cinéma, président du jury de l'OCIC, en a fait une analyse détaillée et élogieuse dans Le Nouvel Observateur. Le film est selon lui « une grande interrogation sur la condition humaine », voire « une recherche de l'absolu ». Pour Jean de Baroncelli dans Le Monde, « Sous des formes diverses et par des biais multiples, Pasolini a souvent exprimé dans ses films la nostalgie d’un état édénique où l’homme serait libéré des fausses fatalités qui l’écrasent. Ses références au message évangélique, au message marxiste, au message freudien témoignaient plus ou moins ingénument de cette soif de libération, tandis qu’à grand renfort de mythes et de légendes, il s’efforçait d’illustrer son rêve intérieur. Dans Théorème, Pasolini a supposé le problème résolu. Et ce sont des personnages destinés à être miraculeusement délivrés de leurs chaînes qu’il nous présente… ». Marine Landrot dans Télérama donne au film la note maximale et commente « A la sortie du film, en 1968, Pasolini révéla la véritable identité du héros, Dieu. Sa question est simple et douloureuse : comment l’homme peut-il créer (des voitures, des sentiments, des enfants, des films) après l’œuvre grandiose de Dieu, créateur du monde ? Cette parabole éblouissante s’appelle Théorème ». Néanmoins, pour Gilles Deleuze dans son ouvrage L'image-temps (1985), le film relève bien davantage du problème que du théorème :

« Le théorème développe des rapports intérieurs de principes à conséquences, tandis que le problème fait intervenir des évènements du dehors, ablation, adjonction, section, qui constitue ses propres conditions et détermine le cas ou les cas : ainsi l'ellipse, l'hyperbole, la parabole, les droites, le point sont les cas de projection du cercle sur des plans sécants, par rapport au sommet d'un cône »

— Gilles Deleuze,
Selon Andreas R. Becker sur filmstarts.de : « De par son abstraction et son symbolisme extrêmes, absolument délibérés, Théorème crée, malgré des acteurs expressifs et une composition précise, une inaccessibilité qui ne peut être brisée qu'après une étude plus détaillée de l'auteur et de la perception contemporaine et subjective de son environnement ». Pour le Lexikon des internationalen Films, il s'agit d'un « film ambigu, ouvert à différentes interprétations, dans lequel Pasolini formule ses conclusions, tirées du christianisme et du marxisme, sur la nécessité d'une transformation spirituelle et sociale de l'homme. Ce film remarquable du point de vue artistique associe de manière succincte le socialisme, le capitalisme, la religiosité et la sexualité et se condense en une parabole difficile à décrypter, basée sur des arrangements allégoriques de personnages et d'images ».

### Procès pour obscènité

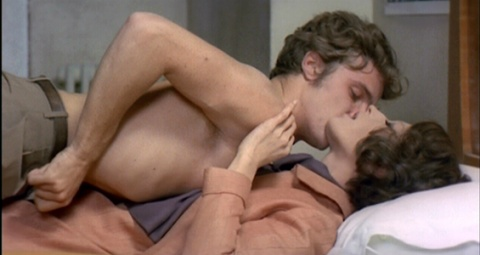
Lucia (Silvana Mangano) avec l'un de ses amants (Carlo De Mejo).

Le 13 septembre 1968, le parquet de Rome séquestre le film « pour obscénité et pour les différentes scènes de rapports charnels, dont certaines particulièrement lubriques et libidineuses, et pour les relations homosexuelles entre un hôte et un membre de la famille d'accueil ». Le 14 octobre, le parquet de Gênes interdit le film pour un motif semblable. Le procès contre Pasolini et le producteur Donato Leoni (it), transféré pour compétence territoriale à Venise (où l'avant-première du film avait eu lieu), s'ouvre le 9 novembre 1968. Pasolini assure sa propre défense et déclare en substance : 

« Mon film, comme toutes les scènes qui le composent, est un film symbolique. »

Le procureur Luigi Weiss demande six mois d'emprisonnement pour les deux accusés et la destruction complète de l'œuvre. Le 23 novembre 1968, après une heure de délibération, le tribunal de Venise acquitte Pasolini et Leoni de l'accusation d'obscénité et lève la séquestre du film avec la sentence suivante :

« Le bouleversement que m'a causé Théorème [...] n'est nullement sexuel, il est essentiellement idéologique et mystique. Comme il s'agit essentiellement d'une œuvre d'art, elle ne peut pas être obscène. »

Quelques années plus tard, un autre film de Pasolini, le controversé Salò ou les 120 Journées de Sodome, sera interdit pour les mêmes motifs.

### Récompenses
Ce film a obtenu le grand prix de l'Office catholique international du cinéma (OCIC), et Laura Betti a reçu le prix d'interprétation féminine à la Mostra de Venise en septembre 1968, ce qui a causé une certaine perplexité dans le public catholique à cette époque d'importants changements des mentalités. Le jury de l'OCIC était, à ce moment-là, présidé par un jésuite canadien, Marc Gervais, admirateur de l'œuvre de Pasolini. Six mois plus tard, désavouant son jury, l'Office catholique regretta officiellement l'attribution du prix à Théorème.

## Adaptations
Le compositeur italien Giorgio Battistelli a écrit en 1992 l'opéra Teorema d'après des motifs du film de Pasolini sur commande de Hans Werner Henze pour la Biennale de Munich. Cet opéra est composé de six acteurs, d'un petit orchestre, d'un synthétiseur et des tambours orientaux de type daf et tombak. Le chant est complètement absent et l'opéra n'est commenté qu'occasionnellement par un narrateur, comme dans le film.
Le metteur en scène belge Ivo van Hove a mis en scène la pièce de théâtre Teorema lors de la Ruhrtriennale (de) 2009.